# Гальегос, Ромуло

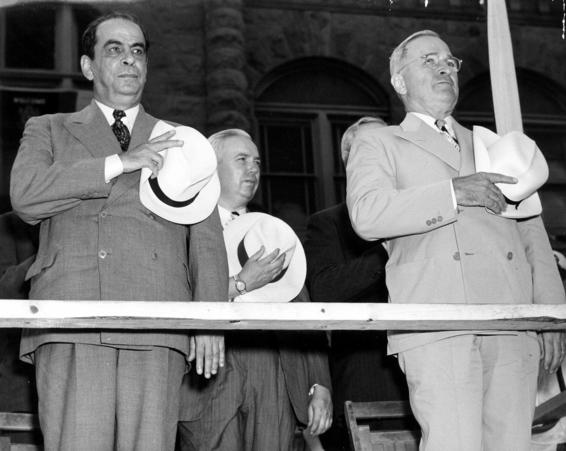
Ромуло Гальегос и президент США Гарри Трумэн, 1948

Ро́муло А́нхель дель Мо́нте Карме́ло Галье́гос Фре́йре (исп. Rómulo Ángel del Monte Carmelo Gallegos Freire; 2 августа 1884, Каракас — 5 апреля 1969, там же) — президент Венесуэлы в 1948 году, писатель, журналист.

## Биография
Родился в небогатой семье. В 1903 году начал трудовую деятельность, работу учителем совмещал с творчеством писателя и журналиста.
Один из основателей политической партии «Демократическое действие». При Висенте Гомесе занимал пост сенатора. После опубликования романа «Донья Барбара» (1929), содержавшего критику диктаторы Гомеса, был вынужден покинуть страну и эмигрировать в Испанию. В 1935 году вернулся на родину, в 1936 году непродолжительное время занимал пост министра образования.
В 1937 году был избран в Национальный конгресс, в 1940—1941 годах занимал пост мэра Каракаса. В 1947 году на первых демократических всеобщих выборах в Венесуэле был избран на пост президента страны. Однако через несколько месяцев после вступления в должность — в ноябре 1948 года — был свергнут министром обороны Дельгадо Чальбо и эмигрировал на Кубу, а затем в Мексику.
В 1960—1963 годах являлся комиссаром Межамериканской комиссии по правам человека и её первым президентом (1960).

## Наиболее известные романы Гальегоса
- «Вьюнок»
- «Канайма»
- «Строптивый раб»
- «Донья Барбара» (1929, экранизирован в 1943, 1975, стал основой нескольких теленовелл, переведён на многие языки мира)
- «Земля под ногами».
- «Кантакларо» (1934, рус. пер. 1966)

## Премия Гальегоса
В 1964 году учреждена Премия Ромуло Гальегоса за роман, ставшая впоследствии одной из наиболее авторитетных литературных наград в испаноязычном мире.